# Élection à la direction des Libéraux-démocrates de 2015
L'élection à la direction des Libéraux-démocrates de 2015 a eu lieu du 8 mai au 16 juillet 2015, pour élire le nouveau chef de file du parti, après la démission de Nick Clegg. Ce dernier a démissionné en raison de défaite des libéraux-démocrates lors des élections générales de 2015. Le parti perd 49 députés par rapport au scrutin de 2010 et conserve 8 sièges. De nombreuses personnalités importantes sont battus comme le Secrétaire en chef du Trésor, Danny Alexander, le Secrétaire d'État aux Affaires, à l'Innovation et aux Compétences, Vince Cable, le Secrétaire d'État à l'Énergie et au Changement climatique, Edward Davey, l'ancien chef du parti et député pendant 32 ans, Charles Kennedy. C'est aussi le cas de Simon Hughes, ancien chef adjoint et député pendant 32 ans ou de Jo Swinson.
Tim Farron est élu chef du parti face à Norman Lamb.

## Résultats
| Candidat | Candidat    | Voix   | %    |
| -------- | ----------- | ------ | ---- |
|          | Tim Farron  | 19 137 | 56,5 |
|          | Norman Lamb | 14 760 | 43,5 |
| Total    | Total       | 33 897 |      |